# 海妻径子
海妻 径子（かいづま けいこ、1968年 - ）は、日本のジェンダー研究者。岩手大学人文社会科学部国際文化課程教授。専門は男性史研究。

## 人物
岩手県盛岡市出身。1991年お茶の水女子大学家政学部家庭経営学科卒業。1993年同大学院人間文化研究科修士課程修了、1997年同博士課程単位取得退学。2001年博士（学術）の学位を取得。
父海妻矩彦は岩手大学名誉教授・岩手大学学長（1996-2002年）、岩手県立博物館館長だった（東京大学農学部卒業・専門は育種学）。祖父海妻玄彦は東京外国語大学名誉教授（東京帝国大学法学部卒業・専門は国際法）。姉は東北大学医学部卒業の医師で博士（医学）。

## 発言
- 選択的夫婦別姓制度導入に賛同する。「根底には、日本の戸籍制度の問題がある。社会の秩序を維持するために一部の人が不利益を被ることは、近代的な法律の下では行うべきではない」と指摘している[1]。

## 著書
- 『近代日本の父性論とジェンダー・ポリティクス』（作品社、2004年）ISBN 9784878936326

### 共編著
- 成田龍一・吉見俊哉編『20世紀日本の思想』（作品社、2002年）ISBN 4878934506
- 竹村和子編 『“ポスト”フェミニズム』（作品社、2003年）ISBN 4878935464
- 木村涼子編『ジェンダーフリー・トラブル』（白澤社、2005年） ISBN 4768479154
- 二宮周平、風間孝、海妻径子、三成美保ほか 著、二宮周平、風間孝 編『家族の変容と法制度の再構築―ジェンダー／セクシュアリティ／子どもの視点から』法律文化社、2022年4月。ISBN 978-4589042002。

### 訳書
- ジョージ・モッセ『男のイメージ―男性性の創造と近代社会』、細谷実・小玉亮子共訳（作品社、2005年。中公文庫、2024年）